# Маунт Ери (Мериленд)
Маунт Ери (енгл. Mount Airy) град је у америчкој савезној држави Мериленд.

## Демографија
По попису из 2010. године број становника је 9.288, што је 2.863 (44,6%) становника више него 2000. године.
| Група             | 2000.         | 2010.         |
| Белци             | 6.039 (94,0%) | 8.262 (89,0%) |
| Афроамериканци    | 166 (2,6%)    | 224 (2,4%)    |
| Азијати           | 56 (0,9%)     | 201 (2,2%)    |
| Хиспаноамериканци | 86 (1,3%)     | 433 (4,7%)    |
| Укупно            | 6.425         | 9.288         |